# Cisco
Cisco Systems, Inc. (IPA: ) (NASDAQ: CSCO) је америчка компанија на пољу рачунарских мрежа. Главни производи ове компаније су етернет и ATM свичеви, рутери, пролази (VoIP gateway), и IP телефони (VoIP phone).
Cisco Systems, Inc. је основан 1984. године од стране мале групе научника са Станфорда. Тренутно броји више од 70.000 запослених из целог света. Највиша вредност компаније процењена је на 148 милијарди долара.

## Порекло имена
Назив Сиско потиче из последњих слова Америчког града Сан Франциско. У почетку име компаније било је  cisco Systems (са малим почетним словом c) да би било промењено на Cisco Systems, Inc. Лого компаније објављено је у октобру 2006. и представља мост Голден гејт у Сан Франциску.

## Производи и услуге
Cisco Systems креира низ мрежних решења за конвергенцију преноса података, гласа и видео-записа, чије су основне карактеристике врхунске перформансе, сигурност и флексибилност.
Садашња понуда производа и услуга компаније подељена је на три дела:
- Корпоративно тржиште и услуге
  - Безграничне мреже (Borderless networks): за свој опсег рутера, свичева, бежичних система, заштитних система, медијске мреже, WAN убрзање[3]
  - Сарадња (Collaboration): IP видео и телефони, обједињене комуникације, системи позивних центара[4]
  - Датацентар и виртуелизација (Datacenter and Virtualization)[4]
  - IP NGN (мреже нове генерације)
- Мали послови[5]
  - рутери и свичеви
  - Безбедност и надгледање: IP камере, мрежне заштите
  - Бежичне мреже (Wireless): Бежична приступна тачка
  - Системи за мрежно складиштење
- Кућна употреба[6]
  - Cisco ūmi: видео-конференције
  - Бродбенд: кабловски модеми
  - Flip џепне камере

## КонференцијаCisco Expo
Cisco Expo је значајна ИТ и мрежна конференција која се једанаести пут одржава у Београду 20. и 21. маркета 2012. године. Главне теме ове конференције су клауд компјутинг, виртуализација и видео колаборација.
Cisco Expo конференција окупља технолошке експерте, пословне људе и доносиоце одлука из области информационих технологија из најуспешнијих домаћих и страних компанија, представнике компаније Cisco из иностранства, представнике Владе Србије, водеће Cisco партнере, као и друга значајна имена из ИТ тржишта у Србији и Црној Гори.